# Entella obscura
Entella obscura es una especie de mantis de la familia Mantidae.

## Distribución geográfica
Se encuentra en Angola.